# بوينغ سي-17 غلوب ماستر 3
بوينغ سي-17 غلوب ماستر 3 هي كبير طائرات النقل العسكرية. تم وضعها للقوة الجوية للولايات المتحدة (السلاح الجوي الأميركي) من 1980s إلى 1990s في وقت مبكر من قبل شركة ماكدونل دوغلاس، واندمجت بعد ذلك مع شركة بوينغ. يتم استخدام سي-17 للنقل الجوي الاستراتيجي السريع للقوات والشحنات إلى قواعد التشغيل الرئيسية أو إلى أمام القواعد التي تعمل في جميع أنحاء العالم. كما يمكن ان تؤدى عمليات الجسر الجوي التكتيكي، والإخلاء الطبي ومهام الإسقاط الجوي. وسي-17 تحمل اسم السابقتين، ولكن لا علاقة لها بهم فيختلف محركها بالاساس عنهم وهي طائرة نقل عسكري تابعة للولايات المتحدة، C-74 جلوب ماستر دوغلاس وC-124 دوغلاس 2 جلوب ماستر.
بالإضافة إلى سلاح الجو الأميركي، التي يتم فيها تشغيل سي-17 تستعمل من المملكة المتحدة وأستراليا والكويت وكندا وقطر والإمارات العربية المتحدة وحلف شمال الأطلسي في عملية الجناح الثقيلة. بالإضافة إلى ذلك، طلبت الهند 3C-17S.

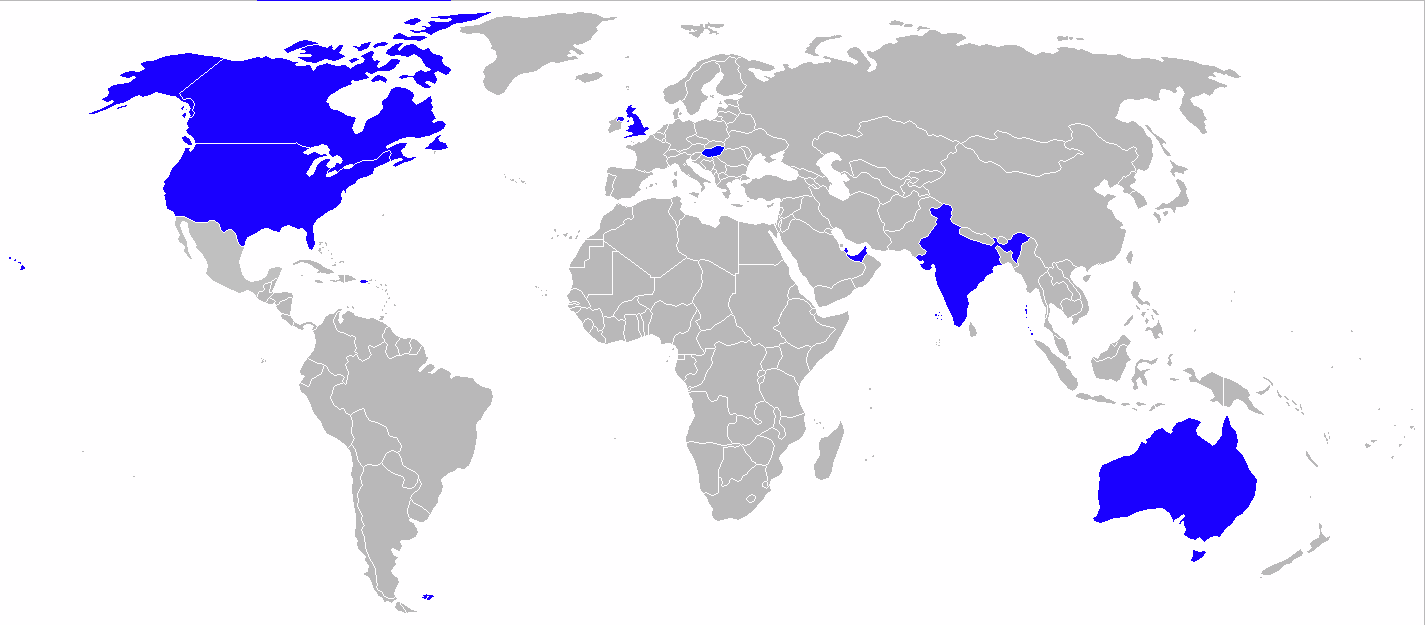
مستخدمي الطائرة باللون الأزرق

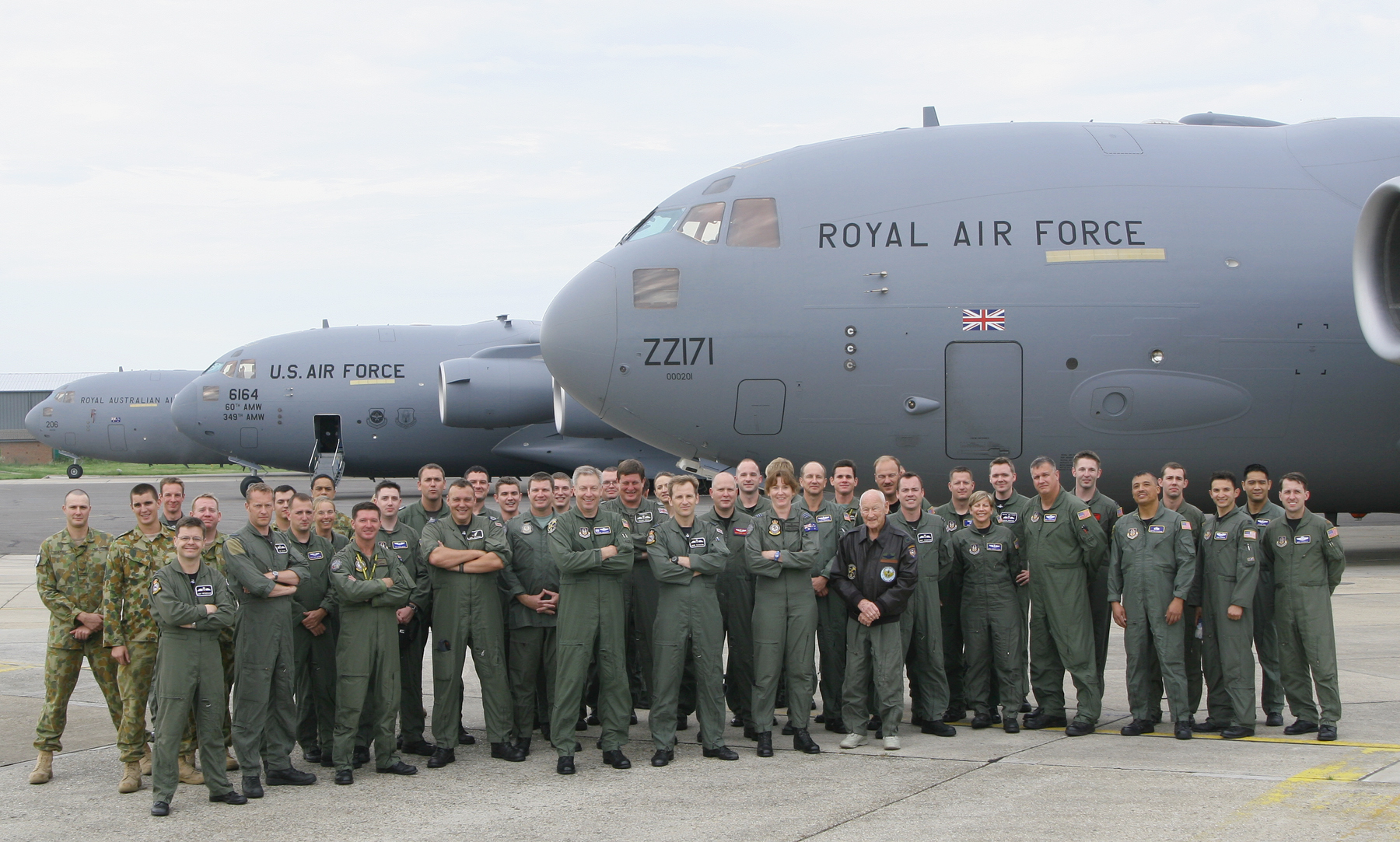
سلاح الجو الملكي البريطاني، والسلاح الجوي الأميركي RAAF C-17S وأطقم الطيران في سلاح الجو الملكي البريطاني بريز نورتون في يونيو 2007